# Nicole Adele Spiekermann
Nicole Adele Spiekermann (* 1963) ist eine deutsche Schauspielerin.

## Leben und Wirken
Ihre Schauspielausbildung absolvierte Spiekermann an der Schauspielschule Bochum. In dieser Zeit engagierte der Regisseur Hans Hollmann sie für das Düsseldorfer Schauspielhaus, wo sie während der Intendanz von Volker Canaris in verschiedenen Rollen zu sehen war, wie als Lucile in Dantons Tod. Es folgten Engagements an den Bühnen der Stadt Bonn und dem Schauspiel Frankfurt, wo sie u. a. die Maria in „Die Frauenfalle“ in der Regie von Peter Palitzsch spielte.
Seit Beginn der 1990er-Jahre ist sie vor der Kamera zu sehen. In der Kriminalserie „Kriminaltango“, die 1995–1996 bei Sat.1 ausgestrahlt wurde, verkörperte sie als Partnerin von Erich Hallhuber die Staatsanwältin Katharina Mohndorff. Es folgten einige Fernsehfilme wie Ein unmöglicher Lehrer von Rolf Silber und Gastauftritte in Fernsehserien.
2013 wirkte sie als Iokaste in einer modernisierten Fassung des antiken Dramas Ödipus nach Sophokles mit. Es folgten weitere Tourneen, u. a. die Uraufführung der „Deutschstunde“, eine von Siegfried Lenz autorisierte Bühnenfassung seines Romans, in Lessings Nathan der Weise spielte sie die Sittah. Seit 2021 gehört sie dem Ensemble des Theaters am Kirchplatz TaK an, wo sie unter der Regie Oliver Vorwerks in verschiedenen Produktionen agierte, so in Sibylle Bergs „Und mit mir ist die Welt verschwunden“, Shakespeares Richard III. und derzeit in „Dantons Tod / der Auftrag“.
Spiekermann ist bei der ZAV Künstlervermittlung gemeldet.

## Filmografie
- 1990: Lauter nette Nachbarn (TV-Serie)
- 1991: 5 Zimmer, Küche, Bad (TV-Film)
- 1992: Schlafende Hunde – Eine Frau wacht auf (TV-Film)
- 1993: Brandheiß: Verkehr macht frei (TV-Episode)
- 1993: Ein unmöglicher Lehrer (TV-Film)
- 1994: Alles auf Anfang (Kinofilm)
- 1994: Weihnachten bei Ivanovs (TV-Fassung Bühnenstück)
- 1995: Kriminaltango (TV-Serie)
- 1995: Willkommen in Babylon (TV-Film)
- 1998: Helden und andere Feiglinge (TV-Film)
- 1999: Zugriff – Ein Team – Ein Auftrag (TV-Serie)
- 1999: Dr. Stefan Frank – Der Arzt, dem die Frauen vertrauen – Schweigepflicht
- 2001: Tatort – Du hast keine Chance (TV-Reihe)
- 2003: In der Mitte eines Lebens (TV-Film)
- 2004: Die Liebesfalle (TV-Episode, Serie SK Kölsch)
- 2006: Verlorene Liebe (TV-Episode, Serie Stadt, Land, Mord!)
- 2008: Dornröschen (2008) (TV-Film)
- 2010: Nina sieht es ...!!! (TV-Film)
- 2011: Rudi, der Musterrabe (TV-Episode, Serie Siebenstein)